# Julijana Bizjak Mlakar
Julijana Bizjak Mlakar (ur. 7 września 1956 w Lublanie) – słoweńska polityk, menedżer i nauczycielka, parlamentarzystka, w latach 2014–2016 minister kultury.

## Życiorys
W 1981 ukończyła studia matematyczne na Uniwersytecie Lublańskim, w 1996 na tej uczelni uzyskała magisterium z organizacji biznesu. Kształciła się podyplomowo w zakresie finansów ubezpieczeniowych (2001), zdobyła uprawnienia aktuariusza. Początkowo zatrudniona jako nauczycielka matematyki i wicedyrektor szkoły w Kamniku, później związana z branżą ubezpieczeń zdrowotnych. Obejmowała kierownicze stanowiska w przedsiębiorstwie Zavarovalnica Triglav oraz w państwowym zakładzie ubezpieczeń zdrowotnych (Zavod za zdravstveno zavarovanje Slovenije). W 2006 założyła organizację GOIJZ, sprzeciwiającą się prywatyzacji w służbie zdrowia. Opublikowała dwie książki dotyczące ubezpieczeń zdrowotnych, została wykładowcą tej tematyki (od 2008 starszym wykładowcą).
Należała do Socjaldemokratów, z jej listy w latach 2009–2011 zasiadała w Zgromadzeniu Państwowym (zastąpiła w trakcie kadencji zmarłego posła). W 2011 wystąpiła z partii w sprzeciwie wobec jej polityki zdrowotnej. W 2010 została radną gminy Kamnik, od 2011 do 2014 była zastępcznią burmistrza Marjana Šarca. Związała się w międzyczasie z Demokratyczną Partią Emerytów Słowenii, w 2014 wybrano ją ponownie do parlamentu. 13 września 2014 powołana na stanowisko ministra kultury w rządzie Mira Cerara. W kwietniu 2016 podała się do dymisji po konflikcie z premierem, który wnioskował o przegłosowanie wobec niej wotum nieufności. Następnie do końca kadencji w 2018 wykonywała mandat posłanki. W 2021 została wiceprzewodniczącą partii emerytów.

## Życie prywatne
Mężatka, matka dwóch synów. Zamieszkała w Kamniku.